# راضي عبد الجواد
راضي عبد الجواد شاعر ونحات فلسطيني.

## لمحة عن حياته
ولد الشاعر راضي عبد الجواد في 30 ديسمبر 1954 لاجئًا في مخيم عسكر في مدينة نابلس، حاصل على بكالوريوس في اللغة الإنجليزية والتربية من الجامعة الأردنية في عمان، عمل لمدة 14 عاماُ معلماً في كلية الروضة للعلوم المهنية في نابلس وفي كلية المرأة التابعة لوكالة الغوث الدولية في رام الله المعروفة بكلية الطيرة، وانتقل في اليوم الأول من عام 1994 للعيش في بلد أجداده الأصلي ومسقط رأس آبائه وأجداده «اللجونيين» (نسبة إلى قرية اللجون المهجَّرة) في أم الفحم. ما زال يعمل معلماً ولكن في المدارس الثانوية في الداخل، أثناء حياته في الضفة الغربية، أعتقل خمس مرات من جانب سلطات الاحتلال، أمضى حكمين عسكريين بالسجن فعلياً لمدة ثلاث سنوات ونصف. [بحاجة لمصدر]

## أعماله الشعرية
نشر أوائل قصائده في الصفحة الأدبية في جريدتي الفجر والشعب المقدسيتين ومن ثم في مجلة الفجر الأدبي وكذلك في مجلة الغد والجديد الحيفاويتين نشر ديوانه الأول «أغاني الشمس والزيتون» بدار الجماهير في القدس. شارك في «مهرجان الأدب الفلسطيني الأول في الأراضي المحتلة» في القدس وكان بحسب رأي الناقدين المشرفين على المهرجان الأديب صبحي شحروري والدكتور إبراهيم العَلَم صاحب أفضل قصيدة قُرِأَت في المهرجان. تمحورت قصائده حول قضية الشعب الفلسطيني وحول مقاومة الاحتلال ونصرة المظلومين والمستضعفين في الأرض واتسمت ببعد إنساني غير متعصب وبرؤية منفتحة وتقدمية[وفقًا لِمَن؟] منذ أوائل التسعينيات أخذت تظهر له قصائد غزلية لا تقل في روعتها عن القصائد ذات الطابع النضالي أو التحرري. [بحاجة لمصدر]

### ديوان «أغاني الشمس والزيتون»
- صدر عن دار الجماهير في القدس عام 1981 وترتكز قصائده على قضايا الحرية والعدل والسلم العالمي وحول معاناة وبطولة الشعب الفلسطيني بصورة خاصة. تدور أشعار هذا الديوان حول معاناة الشعب الفلسطيني وآماله في الحرية وتقرير المصير والعيش بسلام وتلتزم قصائده بنظرة إنسانية شمولية وقومية منفتحة غير شوفينية، تظهر جلياً في معظم قصائده ومن بينها قصيدة «أنا إنسان» و«رسالة وجدتها في جيب جنديٍّ قتيل» و«من قبل ثانية فقط» و«النسبي والمطلق». وقد بشّر الشاعر بالانتفاضة الفلسطينية الأولى في ديوانه المطبوع قبل انطلاقها بسبع سنوات كما يظهر في قصائد كثيرة مثل «عيد الزنزانة» (أدناه) و«إذا قورنت بالأطفال» و«قاب قوسين، وبل أدنى». [بحاجة لمصدر]

من قصائد هذا الديوان
\\ما بالُ عيونِكِ قد غرقتْ
\\بسيولِِ الحزنِِ السّوداءْ والشيخُ يؤذّنُ للعيدْ ؟
\\ما بالُ لسانِكِ قد أضحى
\\غُصَصاً في حلقِكِ كأْداءْ ؟ ولماذا فرّتْ أسرابُ الأمل ِ القزحيِّ من العينينْ ؟ ولماذا أنشبَ مخلبَهُ في قلبِكِ صقر الأحزان ؟
\\الحزن طريقٌ وَرْدِ يَّةْ
\\ستؤدي حتما للموتِ وطريقُكِ أنتِ الأشراقُ
\\أنا أبصرُ حزنَكِ من سجني
\\عينايَ طيورُ عابرةُ
\\تجتازُ السجنَ، الأبراجَ، الدّوريّاتْ
\\تجتازٌ عيونَ الواشينَ الغرقى في آسن ِ مستنقعْ وترفرفُ فوق الدّإليهِ المزروعةِ تذ كاراً
\\للثّورةِ يومَ ولادتِها
\\كَبُرَتْ يا أمي الدّإليهُ انتشرتْ كالسقفِ على الحيّ
\\طرحتْ أعناباً طازجة ً
\\كأصابع ِ أطفال ِ الحيِّ المتمترس ِ خلفَ حجارتِهِ
\\عينايَ طيورٌ يا أمّي
\\في الحارةِ تحضنُ أطفالاً
\\- في عمرِِ النّحلةِ يا أمّي -
\\لحقوا الدّبّابةَ فانهزمتْ
\\ما أجملَ أن تبقى طفلاً فتطاردَ ظهرَ الدّبّابة ْ !!!
\\في هذا الصّبح ِ أتى الزّنزانة َ شرطيٌّ
\\عربيا كان ؟، يهوديا، ؟ لا أدري
\\فالكلّ خيول ٌ مرهقة ٌ سَحَبَتْ عرباتِ الحكّامْ
\\لما تتهاوى في قعرِ الوادي العرباتُ والخيلُ مع الحكّام ِ تموتُ
\\فسنبكي الخيلَ ولكنّا
\\سنعمّر عرساً يا "بِرتولتْ"*
\\جاء الشّرطيّ ُ كما قلتُْ
\\أعطانا من مِنَحِ الجمعيّاتِ الوطنيةِ علبة َ بقلاوةْ
\\لم نرفضها، لم نُتلفها
\\قمنا بالواجبِ كالآتي
\\علّقنا أوسمةََ الشّهداءِ على الجدرانْ
\\فنما الزّيتون على الجدرانْ ووقفنا لحظةَ إجلالٍ
\\للشّهداء المنهمرين من " الأحراشِ " إلى بيروتْ ومن " الرشراشِ" إلى سخنينْ
\\الموسم خيرٌُ يا أمّي
\\في نفحة َ قالتْ نشرتُنا :
\\منسوبُ الغيثِ شهيدانْ
\\قد يرتفعُ المنسوبُ الّليلة َ، لا ندري،
\\بل لا نهتمُّ ولا نشكوا
\\فالغيثُ طريقُ الأثمارِ والثّورةُ بوصلة ُ الجَوعى وطريقُ العودةِ للدّارِ
\\****************
\\في هذا الصّيحِ تعاهدنا،
\\قرّرنا رفضَ زيارتِكم
\\كي يثمرَ غيثُك يا " نفحةْ " وأكلنا الحلوى يا أمّي
\\فلماذا أنتِ على العكس ِ ؟
\\ما دمنا ننشد إشراقا فلماذا
10-8-1980

## من إصداراته أيضاً
ترجمة لكتاب «العرب في الدولة اليهودية»
عام 1984 نشر مع زميله الكاتب غسان عبد الله وعن دار أبي عرفة للنشر في القدس، ترجمة بالعربية لكتاب البروفسور إيان لوستيك المحاضر في جامعة أوستن في أمريكا «العرب في الدولة اليهودية» الذي يحلل بموضوعية وبتوثيق جيد السياسة الإستراتيجية والتكتيكات التي استعملتها إسرائيل لإخضاع الجماهير العربية الصامدة فيما يصر الكاتب على تسميته عمداً "الدولة اليهودية"، حيث يثبت الكاتب " أن إسرائيل أقيمت فقط كدولة لليهود وأنها عنصرية وغير ديمقراطية. ويعتبر أن الفارق الوحيد بين إسرائيل ونظام الفصل العنصري الذي كان قائماً في جنوب إفرقيا هو أن العنصرية في إسرائبل غير مُدَستَرة.[بحاجة لمصدر]

## راضي النحّات
عام 1992 برزت لدى الشاعر موهبة النحت وشارك عام 1993 لأول مرة في معرض جماعي في القدس في«جمعية السرايا» وبعد انتقاله للعيش داخل وطنه الأم أقام معرضه الفني الأول في أم الفحم عام 1994، وشارك منذ ذلك الحين في أكثر من ثمانية معارض فنية، وكما تركزت قصائده حول القضية الفلسطينية والحرية والمسائل الإنسانية، تركزت أعماله الفنية حول ذات الموضوع، وقد تنوعت في مادتها الخامة بين الخشب والفخار والخزف والحديد، وفي أشكالها بين التماثيل والأواني والنحوت البارزة والجداريات، ومنذ وصوله إلى مسقط رأس والده -أم الفحم- نشط من خلال «جمعية نسيم السنديان الثقافية» وترأسها بعد وفاة رئيسها الشاعر سهيل سليم منذ 1998 وحتى 2008، وشارك مع زملائه في الجمعية في كل نشاطات الجمعية الثقافية وفي معظم النشاطات الثقافية العربية وأحياناً غير العربية في البلاد، منذ عام 2007 عمل مع زملاء نشيطين على تكوين جمعية اللجون الثقافية التي قامت بنشاطات ثقافية متميزة في جميع أنحاء الوطن من يطّا في الخليل وحتى صفد في الجليل، وكان من بين أعمالها نحت تمثال للشاعر محمود درويش وإنشاء موقع الشاعر محمود درويش.[بحاجة لمصدر]

## مواقع إنترنت التي يديرها
- http://www.radiabdeljawad.com
- http://www.ellajon.com
- http://www.mahmouddarweesh.org

## وصلات فيديو
قصيدة في «الجزيرة مباشر» بتاريخ 29-08-2009 في نعلين قرب جدار العزل العنصري: 
http://www.youtube.com/watch?v=riTOzfYgj-E